# Walter Vleeschhouwer
Walter Vleesschhouwer (Engels: Walden MacNair) is een personage in de Harry Potterboeken van Joanne Rowling.
Hij was een Dooddoener, maar na de val van Heer Voldemort is hij teruggekeerd naar de "goede kant" en is voor het Ministerie van Toverkunst gaan werken. Hij werd beul op de afdeling die niet-geregistreerde Fabeldieren doodde, wat veel leek op zijn baan bij Voldemort, waar hij Dreuzels onthoofdde. Toen Voldemort terugkeerde heeft hij zich weer bij hem aangesloten. Volgens Rowling houdt Vleeschhouwer ervan om onschuldige mensen of dieren te vermoorden, heeft hij een kille stem en draagt hij meestal zwarte kleding.
Vleeschhouwer was de man die aangewezen werd om Hagrids Hippogrief Scheurbek te onthoofden, wat niet doorging omdat Harry en Hermelien met hulp van de tijdverdrijver Scheurbek lieten ontsnappen.
Tijdens het vijfde deel is Vleeschhouwer samen met een andere Dooddoener op zoek gegaan naar de reuzen om ze over te halen zich bij Heer Voldemort aan te sluiten. Hetzelfde deed Rubeus Hagrid ook, maar dan in naam van Albus Perkamentus.
Hij was later ook met nog elf andere Dooddoeners op het Departement van Mystificatie om Harry en de Strijders van Perkamentus in de val te lokken. Dit vond plaats na zijn terugkeer naar de kant van Voldemort.
In het zevende deel vecht hij mee in de laatste Slag om Zweinstein en wordt daar door Rubeus Hagrid tegen de muur gegooid.